# 苯佐他明
苯佐他明是一种有机化合物，分子式C18H19N，可作为抗焦慮藥和鎮靜劑，由诺华的前身“汽巴-嘉基”（Ciba-Geigy）开发。